# مديرية سيحوت

تعديل مصدري - تعديل

مديرية سيحوت إحدى مديريات محافظة المهرة في أقصى شرق اليمن. بلغ عدد سكانها 11746 نسمة عام 2004.

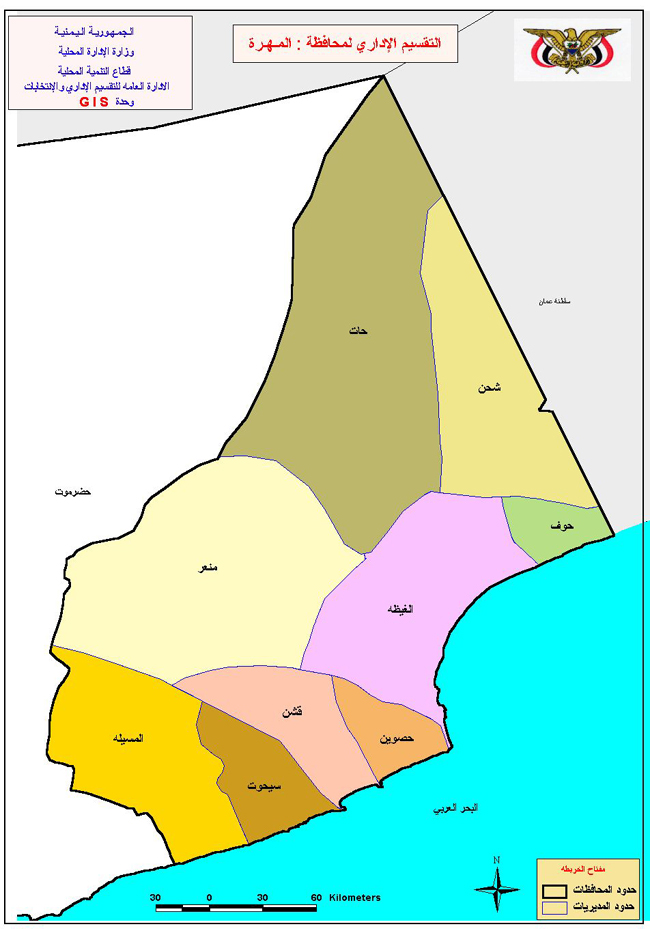
موقع مديرية سيحوت في محافظة المهرة